# Тревортон (Пенсільванія)
Тревортон (англ. Trevorton) — переписна місцевість (CDP) в США, в окрузі Нортамберленд штату Пенсільванія. Населення — 1759 осіб (2020).

## Географія
Тревортон розташований за координатами 40°47′3″ пн. ш. 76°40′17″ зх. д. / 40.78417° пн. ш. 76.67139° зх. д. (40.784132, -76.671259).  За даними Бюро перепису населення США в 2010 році переписна місцевість мала площу 11,06 км², уся площа — суходіл.

## Демографія
Згідно з переписом 2010 року, у переписній місцевості мешкали 1834 особи в 787 домогосподарствах у складі 519 родин. Густота населення становила 166 осіб/км².  Було 907 помешкань (82/км²).
Расовий склад населення:
| - 98,5 % — білих - 0,5 % — азіатів - 0,1 % — корінних американців - 0,1 % — чорних або афроамериканців |

До двох чи більше рас належало 0,8 %. Частка іспаномовних становила 0,5 % від усіх жителів.
За віковим діапазоном населення розподілялося таким чином: 21,0 % — особи молодші 18 років, 61,5 % — особи у віці 18—64 років, 17,5 % — особи у віці 65 років та старші. Медіана віку мешканця становила 41,7 року. На 100 осіб жіночої статі у переписній місцевості припадало 94,5 чоловіків;  на 100 жінок у віці від 18 років та старших — 94,2 чоловіків також старших 18 років.
Середній дохід на одне домашнє господарство  становив 50 245 доларів США (медіана — 41 375), а середній дохід на одну сім'ю — 62 865 доларів (медіана — 55 707). Медіана доходів становила 37 232 долари для чоловіків та 31 900 доларів для жінок. За межею бідності перебувало 11,0 % осіб, у тому числі 22,4 % дітей у віці до 18 років та 6,6 % осіб у віці 65 років та старших.
Цивільне працевлаштоване населення становило 645 осіб. Основні галузі зайнятості: освіта, охорона здоров'я та соціальна допомога — 26,0 %, виробництво — 18,0 %, роздрібна торгівля — 14,1 %.